# Октябрьский район (Приморский край)
Октя́брьский райо́н — административно-территориальная единица (район) в Приморском крае России.  В рамках организации местного самоуправления ему соответствует муниципальное образование Октябрьский муниципальный округ (с 2004 до 2019 гг. — муниципальный район).
Административный центр — село Покровка.

## География
Октябрьский район находится на юго-западе Приморского края. Граничит на севере с Пограничным, на северо-востоке — с Хорольским, на востоке — с Михайловским районами, на юге — с Уссурийским городским округом. На западе Октябрьский район граничит с Китайской Народной Республикой. Общая протяжённость границ составляет примерно 214 км, из них 36,3 км — граница с Китаем.
Площадь района около — 1 700 км². Через весь район с запада на восток протекает крупная река Раздольная, в которую впадают Гранитная (Ушагоу), Крестьянка, Репьёвка и другие. Высшая точка Октябрьского района — г. Шибапаньшань высотой 808 м, которая находится на северо-западе, на российско-китайской границе. К югу от р. Раздольной находится окраина Борисовского базальтового плато. Высоты здесь не превышают 273 м (г. Корфовка). Восток района лежит на Приханкайской равнине.

## История
Образованный в 1920-е годы Покровский район Уссурийской области в 1935 году был переименован в Молотовский. 11 сентября 1957 года вышел указ Президиума ВС СССР «Об упорядочении дела присвоения имён государственных и общественных деятелей административно-территориальным единицам, населённым пунктам, предприятиям, учреждениям, организациям и другим объектам» (Утверждён Законом СССР от 20 декабря 1957 года, согласно которому Молотовский район был переименован в Октябрьский.

## Население
| 1926    | 1929    | 1931    | 1933    | 1939    | 1959    | 1970    | 1979    | 1989    |
| ------- | ------- | ------- | ------- | ------- | ------- | ------- | ------- | ------- |
| 24 540  | ↗26 962 | ↗31 600 | ↘24 100 | ↘14 378 | ↗31 883 | ↗32 775 | ↗34 735 | ↗39 973 |
| 1992    | 2002    | 2008    | 2009    | 2010    | 2011    | 2012    | 2013    | 2014    |
| ↗40 400 | ↘34 367 | ↘31 300 | ↗31 301 | ↘30 060 | ↘29 941 | ↘29 110 | ↘28 851 | ↘28 425 |
| 2015    | 2016    | 2017    | 2018    | 2019    | 2020    | 2021    | 2022    | 2023    |
| ↘28 238 | ↘27 996 | ↘27 500 | ↘27 339 | ↘27 022 | ↘27 019 | ↘23 344 | ↘23 163 | ↘22 935 |
| 2024    |         |         |         |         |         |         |         |         |
| ↘22 743 |         |         |         |         |         |         |         |         |

### Урбанизация
В городских условиях (пгт Липовцы) проживают 22.97 % населения района.
Гендерный состав
По переписи 2002 года 17 090 мужчин и 17 277 женщин из 34 367 человек.

## Населённые пункты
В Октябрьском районе (муниципальном округе) 22 населённых пункта, в том числе 1 городской населённый пункт (посёлок городского типа) и 21 сельский населённый пункт (из них 2 посёлка и 19 сёл).
| №  | Населённый пункт    | Тип     | Население | Бывшее муниципальное образование    |
| -- | ------------------- | ------- | --------- | ----------------------------------- |
| 1  | Липовцы             | пгт     | ↘5225     | Липовецкое городское поселение      |
| 2  | Владимировка        | село    | ↘789      | Липовецкое городское поселение      |
| 3  | Галёнки             | село    | ↘3091     | Галёнкинское сельское поселение     |
| 4  | Гранатовка          | село    | ↘82       | Покровское сельское поселение       |
| 5  | Дальневосточная МИС | посёлок | ↘330      | Покровское сельское поселение       |
| 6  | Дзержинское         | село    | ↗564      | Галёнкинское сельское поселение     |
| 7  | Запроточный         | село    | ↘198      | Покровское сельское поселение       |
| 8  | Заречное            | село    | ↘777      | Покровское сельское поселение       |
| 9  | Ильичёвка           | село    | ↘108      | Галёнкинское сельское поселение     |
| 10 | Ильичёвка           | посёлок | ↘41       | Липовецкое городское поселение      |
| 11 | Константиновка      | село    | ↘217      | Новогеоргиевское сельское поселение |
| 12 | Липовцы             | село    | ↘177      | Липовецкое городское поселение      |
| 13 | Новогеоргиевка      | село    | ↘922      | Новогеоргиевское сельское поселение |
| 14 | Покровка            | село    | ↘8687     | Покровское сельское поселение       |
| 15 | Полтавка            | село    | ↘514      | Новогеоргиевское сельское поселение |
| 16 | Поречье             | село    | ↘442      | Галёнкинское сельское поселение     |
| 17 | Синельниково-1      | село    | ↗377      | Покровское сельское поселение       |
| 18 | Синельниково-2      | село    | ↘666      | Покровское сельское поселение       |
| 19 | Старореченское      | село    | ↘247      | Покровское сельское поселение       |
| 20 | Струговка           | село    | ↘998      | Покровское сельское поселение       |
| 21 | Фадеевка            | село    | ↘609      | Новогеоргиевское сельское поселение |
| 22 | Чернятино           | село    | ↘961      | Покровское сельское поселение       |

### Упразднённые населённые пункты
- Заимок

## Муниципальное устройство
В рамках организации местного самоуправления в границах района функционирует Октябрьский муниципальный округ (с 2004 до 2019 гг. — Октябрьский муниципальный район).
В составе образованного в декабре 2004 года муниципального района были созданы 4 муниципальных образования, в том числе 1 городское поселение и 3 сельских поселения. Законом Приморского края от 27 апреля 2015 года Галёнкинское и Новогеоргиевское сельские поселения были упразднены и включены в Покровское сельское поселение.
| № | Муниципальное образование      | Административный центр | Количество населённых пунктов | Население (чел.) | Площадь (км²) |
| - | ------------------------------ | ---------------------- | ----------------------------- | ---------------- | ------------- |
| 1 | Липовецкое городское поселение | пгт Липовцы            | 4                             | 6563             | 237,40        |
| 2 | Покровское сельское поселение  | село Покровка          | 18                            | 20 456           | 474,70        |

В 2020 году все поселения были упразднены и вместе со всем муниципальным районом преобразованы путём их объединения в муниципальный округ.

## Транспорт
Через район проходит автомобильная дорога и железнодорожная линия Уссурийск — Пограничный.